# Phyllospongia ridleyi
Phyllospongia ridleyi är en svampdjursart. Phyllospongia ridleyi ingår i släktet Phyllospongia och familjen Thorectidae. Inga underarter finns listade i Catalogue of Life.